# 平瀨照成
平瀨 照成（ひらせ てるなり/てるしげ）は、江戸時代中期ごろの武士で、阿波徳島藩蜂須賀家に仕えた。阿波平瀨家の五代目当主で、本姓は源。

## 生涯
照成は、阿波前野氏の浪人である前野大右衛門且親の嫡男に生まれた。初名は大作とされ、父の通称である大右衛門、兄の初名である大蔵に共通する「大」の通字を用いた。後に繁助と改めた。
宝暦9年（1759年）6月23日、嗣子のいなかった平瀨所兵衛有影の婿養嗣子となり、平瀨繁助照成と称した。平瀨氏は源姓を称していた。
明和7年（1770年）正月22日、養父有影が病死すると、同年4月3日には有影の家督を継承する旨に相違ないことを下し置かれ、西岡兵馬組に入れられた。
安永8年（1779年）3月19日、留守中に城山の番を仰せ付けられる。また、同9年（1780年）3月4日には大谷御屋敷の作事奉行も加えて仰せ付けられる。
天明元年（1781年）5月8日、病気につき役儀を免ずるよう願い、同月13日には長江縫殿組に入れられた。同4年（1784年）12月14日、江戸まで付き従うよう仰せ付けられた。
同5年（1785年）6月28日には乗船し、道中では道具の政務を取り仕切った。7月23日には広間の番を仰せ付けられた。翌年の帰国道中も道具の政務を取り仕切った。
同7年（1787年）には他国の使者を饗応し、5月8日には巡見使の饗応もつとめた。しかし同8年（1788年）8月8日に不心得なことがあって不届きとされ、知行70石を召し上げられたうえに、残高230石余りと家屋敷ともに嫡子の角右衛門英長に下し置かれた。
その後、文化3年（1806年）9月3日に病死した。

## 系譜
- 祖父：前野角兵衛且辰
- 実父：前野大右衛門且親
- 養父：平瀨所兵衛有影
- 妻：養父有影娘
  - 女子：根津熊之助信清室
  - 女子：出奔別離
  - 男子：平瀨角右衛門英長（平瀨貞之助英昌）
  - 女子：言及なし
  - 男子：井後直右衛門義方（平瀨武蔵、実兄井後恵三太義長養嗣子）